# Grand Prix Yıldızdağı
 (octobre 2024).
Le Grand Prix Yıldızdağı est une course cycliste d'un jour masculine disputée à Kayseri en Turquie. Créée en 2019 sous le nom de Grand Prix Erciyes, elle fait partie depuis sa première édition du calendrier de l'UCI Europe Tour en catégorie 1.2.  

## Palmarès
| Année | Vainqueur      | Deuxième              | Troisième           |
| ----- | -------------- | --------------------- | ------------------- |
| 2019  | Nikolai Shumov | Onur Balkan           | Ahmet Örken         |
| 2021  | Alex Hoehn     | Jambaljamts Sainbayar | Noah Granigan       |
| 2022  | Jeroen Meijers | Mykhailo Kononenko    | Oleksandr Prevar    |
| 2023  | Max Stedman    | Burak Abay            | Muradjan Halmuratov |
| 2024  | Samet Bulut    | El Houçaine Sabbahi   | Ibrahim Essabahy    |